# 小行星5979
小行星5979（英語：5979）是一颗围绕太阳公转的小行星。1992年12月15日，上田清二、金田宏在钏路市发现了此天体。
这颗小行星的绝对星等为221.06066等。